# 安巴爾衝突
安巴爾衝突是於2013年12月30日起，在伊拉克安巴爾省爆發的軍事衝突。事件的起因為伊拉克的安全部隊掃蕩位在拉馬迪的一個遜尼派抗議營，部族民兵憤而開戰。12月31日，政府軍為了緩和情勢而選擇撤出安巴爾省，此後來自伊拉克和黎凡特伊斯蘭國（ISIL）的民兵進一步攻佔以遜尼派為多數的城市費盧傑和拉馬迪部分區域。許多拉馬迪的地方民兵則決定相互聯合，與政府軍共同對抗ISIL。

## 背景
在冲突之前，安巴尔省的逊尼派，包括杜莱姆部落的成员，于2012年12月至2013年 12月举行了反政府集会和示威活动。抗议活动始于2012年12月21日，当时发生了一次针对逊尼派财政部长拉菲·伊萨维（Rafi al-Issawi）住所的突袭，并逮捕了他的10名保镖。抗议者主要为后萨达姆时期被边缘化的逊尼派人士。他们声称反恐法正被曲解并用于针对逊尼派。随着抗议活动的发展，最初的诉求也逐渐扩大，抗议者的主要诉求之一是要求总理马利基辞职。其他被提到的问题还包括去复兴党化法律的滥用、前复兴党成员财产的非法没收，以及伊朗对伊拉克事务的干涉。
2013年12月30日，當天安全部隊開始拆毀一個遜尼派反政府的主要地點，工作持續了兩天才結束。2014年1月1日，拉馬迪的民兵與安全部隊發生零星衝突，四座警察局遭到縱火，直至隔天才平息。隨後，戰火蔓延至費盧傑，當地警察被迫放棄了許多據點，民兵和武裝份子則焚燒警察局。

### 參與組織
反對派除了來自ISIL之外，還包括許多非ISIS武裝組織，例如遜尼派組織納克什班迪指揮軍（JRTN）也被指稱參與其中。其他像是規模最大的非ISIL組織部族革命軍事委員會，內部也包含了一些JRTN、1920革命旅、伊拉克伊斯蘭軍、聖戰和解放最高司令部、伊拉克哈瑪斯及前屬聖戰諮詢委員會的阿布都拉·賈納比等成員。
第二個組織則是由敘克·阿里·哈坦·蘇里曼（Sheikh Ali Hatem Suleiman）領導的安巴爾民兵革命委員會。此團體和革命軍事委員會不同，並不積極主張推翻伊拉克政府，而認為於政府軍的侵略下保衛安巴爾省是首要任務。
第三個組織被稱作驕傲和尊嚴軍。這個團體也是由上述的蘇里曼先前在2013年哈威賈衝突時創建的同名組織分裂而來，沒有明確的領導與幹部，結構相當鬆散。

## 衝突過程
2013年12月30日，伊拉克總理努里·馬利基表示政府軍將會離開安巴爾省幾個狀況動盪不安的城市，但隔天即被推翻。1月2日，政府軍仍於拉馬迪城外活動。
2014年1月3日，蓋達組織的相關民兵於衝突中取得進展，並攻下費盧傑的數座警察局。根據警察隊長表示，當天早晨民兵和ISIL攻佔拉馬迪市中心部分區域，並在一條街道上佈下狙擊手。一名警官表示政府軍已再度進入費盧傑，但仍有約四分之一的區域由ISIL和民兵控制，軍隊與親政府民兵暫時休戰，並聯手包圍該城。然而，另一名警官則表示雖然軍隊已部署在城市附近，但尚未進入費盧傑城中。該日稍早時，超過百人於政府軍和武裝份子的交戰中喪生。
1月4日，政府軍失去對費盧傑的控制權。根據民兵領導者和官員的說法，政府軍為了收復該城，一度動用迫擊砲轟炸，造成至少八人死亡。一份未具名的醫療資料則指出另外30人於轟炸中受傷。
1月6日，政府軍在當地民兵的協助下收復拉馬迪市中心，但是周圍區域的衝突至隔日仍持續發生。市中心、政府機關、醫院和市場則相繼開放。
1月7日，政府軍發射火箭攻擊拉馬迪的武裝份子，成功造成25人陣亡。同日，身份不明的槍手襲擊薩邁拉北方的一個高速公路安全檢查站，擊殺了七名警察，且其中一位是隊長。雖然沒有組織承認犯案，但警方推測為ISIL武裝份子所為。
1月8日，ISIL控制了安巴爾省境內的城市庫瑪（Al-Karmah）、錫特（Hīt）、卡第耶（Khaldiyah）、哈迪塞、艾昆（Al Qaim）和拉馬迪、阿布賈拉比（Abu Ghraib）的部分地區，此外還有數個較小規模的住區。同日，一位未具名的警察隊長證實政府軍和親政府民兵發動徹夜攻擊，試圖將ISIL趕出拉馬迪南區，但經過七個小時的戰鬥後被武裝份子擊退。
1月9日，政府軍憑藉戰車的支援下，於拉馬迪和費盧傑之間的布巴里（Al-bubali）與ISIL爆發戰鬥。
1月9日，ISIL再度和政府軍於布巴里發生衝突。同日，政府軍和民兵收復拉馬迪的兩個區域。
1月14日，包括ISIL在內的反政府遜尼派民兵攻佔了拉馬迪許多地區。
1月16日，政府軍在遜尼派民兵協助下反擊ISIL，收復了薩格拉維亞赫（Saqlawiyah）。
1月17日，費盧傑城內的ISIL武裝份子呼籲民眾加入對抗政府的戰鬥，但在該日稍早時，伊拉克媒體報導政府軍已收復拉馬迪的一些關鍵區域。
1月19日，政府軍對拉馬迪發動攻擊，但並不順利，共有八名警察及民兵陣亡。隔日，一位未具名的伊拉克官員宣稱ISIL具有足夠的重型武器威脅首都巴格達。
1月21日，政府軍和遜尼派民兵聯手繼續攻擊拉馬迪的重點街區，目標從ISIL手中收復此城。隔天，伊拉克國防部表示至少50名武裝份子遭到政府軍空襲陣亡。
1月26日，根據目擊者表示，ISIL的武裝份子在費盧傑附近俘虜了五名政府軍。ISIL同時於戰鬥後奪取了六臺悍馬車並對其中幾臺縱火燃燒。另外也有報導指出費盧傑至少有七人死於政府軍的空襲及砲擊。
1月30日，伊拉克國防部發言人穆罕默德·阿斯卡里（Mohammad al-Askari）表示政府軍和民兵收復了拉馬迪北方的艾布法拉（Albu Farraj）與西方的納瑟夫（Al-Nasaf）。發言人還表示這些地方對於ISIL的武裝份子是「重要基地」。
1月31日，根據伊拉克國防部表示，陸軍第39旅在伊拉克空軍及安巴爾省當地民兵的協助下，擊斃了40名並俘虜四名ISIL武裝份子，同時摧毀該組織在費盧傑的武器。
6月15日，ISIL攻佔薩克拉維亞。

## 反應
美國證實協助伊拉克對抗武裝份子，並加速提供武器設備，其中包括AGM-114地獄火飛彈、掃描鷹無人機和渡鴉式無人機等。此外，伊朗也提供了支援。伊拉克記者阿里·納席米（Ali Nashmi）也建議例如沙烏地阿拉伯及卡達等波斯灣國家也能向伊拉克提供協助，以對抗ISIL。